# Layer-le-Franc
Pour les articles homonymes, voir Layer.
Layer-le-Franc était une commune française, située dans le département de la Côte-d'Or et la région Bourgogne-Franche-Comté. La commune a disparu officiellement le 1er janvier 1806 à la suite de son rattachement à la commune de Saulon-la-Chapelle.